# ガワン・イェシェー・ギャムツォ
ガワン・イェシェー・ギャムツォ(チベット語:ངག་དབང་ཡི་ཤེས་རྒྱ་མཚོ་、ワイリー方式:ngag dbang ye shes rgya mtsho、1686年‐没年不詳）は、ダライ・ラマ6世の対立化身ラマ。

## 背景
1642年にオイラト族のホシュート部の指導者グーシ・ハーンがチベットを平定し、 ダライ・ラマ5世によりチベットのハーンに即位しグシ・ハン王朝を築いた。グーシ・ハーンはダライ・ラマの熱心な信者であり、ダライ・ラマの地位は向上しダライ・ラマを頂点とする政権の成立に貢献した。グーシ・ハーンの死後ダライ・ラマ5世の策略によりハーンの権限は縮小された。他のホシュート部の首長は青海に留まり、ゲルグ派チベット仏教の有力施主としての地位を確立した。1682年にダライ・ラマ5世が死亡すると、遺言によりその死は隠されたが、1696年に康熙帝がジュンガル部のガルダン・ハーンを破ると、翌1697年にダライ・ラマ5世の死を知らせる使いを清に派遣し、摂政のサンギェ・ギャツォ（英語版）の擁立によりツァンヤン・ギャツォがダライ・ラマ6世として即位した。しかし1702年にダライ・ラマ6世は沙弥戒を返上して還俗すること宣言した。1703年にハーンに即位した、ラサン・ハーン（英語版）は、ハーンの実権回復を図り、1705年にサンギェ・ギャツォを暗殺し康熙帝から事後承認を得て、康熙帝により「翊法恭順汗」の称号を授与された。1706年にラサン・ハーンはサンギェ・ギャツォが擁立した、ダライ・ラマ6世の正統性を否定し廃位し、清の要求に従い北京に向けてダライ・ラマ6世向けて護送した、道中の青海のクンガノール湖畔で死亡した。

## 生涯
ガワン・イェシェー・ギャムツォは1686年にカム地方で生まれた。後にラサのポタラ宮殿の前にあるチャクポリ（英語版）の薬学堂で学んだ。1706年にラサン・ハーンはパンチェン・ラマの承認の元ガワン・イェシェー・ギャムツォを新ダライ・ラマ6世として即位させた。しかし、青梅ホシュート部の首長層やチベットの民衆はガワン・イェシェー・ギャムツォをダライ・ラマとして認めなかった。1708年にガワン・イェシェー・ギャムツォは康熙帝に承認され、1610年に清から冊封された。ラサン・ハーンは青梅ホシュート部の首長層が分有していた、東チベットの公課を得るためチャガン・ダンジンとロブサン・ダンジン（フランス語版）に中央政府に納めるように命令した。1714年にチャガン・ダンジンとロブサン・ダンジンはリタンの子供をダライ・ラマとして擁立した。1717年に突如ジュンガル部の攻撃を受けた、ラサン・ハーンを殺害しガワン・イェシェー・ギャムツォを廃位した。1720年にチャガン・ダンジンと清軍によりジュンガル部が駆逐され、リタンの子供がダライ・ラマ7世として即位した。